# Janina Tuwan
Janina Tuwan również Tuwanówna (ur. 26 czerwca 1905 w Częstochowie, zm. 23 sierpnia 1959 w Paryżu) – polska muzealniczka, uczestniczka powstania warszawskiego.

## Życiorys
Wedle przedwojennych dokumentów urodziła się 26 czerwca 1905 w Częstochowie. W dokumentacji powojennej pojawia się rok 1907, podobnie w życiorysie i CV, które napisała w latach 50. XX wieku ona sama, a potem pisała siostra Karola Miłodrowska.
Janina Tuwan uzyskała tytuł doktorski na Wydziale Filozoficznym Uniwersytetu Warszawskiego. W latach 1926–1929 była kustoszką w Muzeum Etnograficznego w Warszawie. Była znawczynią kultury europejskiej i azjatyckiej. Z podróży badawczej do Japonii przywiozła kolekcję przedmiotów ludu Ainów z Hokkaido (44 obiekty). Trafiły do muzeum. Do biblioteki muzealnej nabyła 24 pozycje.
W momencie wybuchu II wojny światowej zaangażowała się w ratowanie zbiorów muzeum. W czasie okupacji pracowała w oddziale łączności Komendy Głównej Armii Krajowej. Prowadziła Wydział Łączności Kurierskiej dla wschodnich okręgów Armii Krajowej. Działała w wydziale Przysposobienia Wojskowego Kobiet. Uczestniczka powstania warszawskiego, używała pseudonimu „Ina”. Uzyskała stopień kapitański. Po powstaniu dostała się do niewoli niemieckiej, gdzie trafiła do Stalagu 318 Lamsdorf, Stalagu IV-E Altenburg i Stalagu VI-C Oberlangen. W ostatnim z obozów działała w Radzie Instruktorskiej. Jej celem było zorganizowanie działalności oświatowo-kulturalnej dla więźniarek.
Po wyzwoleniu obozu wyjechała do Francji, obawiając się aresztowania przez władze stalinowskie. W latach 1946–1950 przebywała na stażu w Musée de l´Homme. Pracowała m.in. przy identyfikacji i opracowaniu polskich eksponatów etnograficznych. Brała udział w kursach doszkalających w dziedzinie muzealnictwa. W 1950 została konsultantką w Wydziale Muzeów i Zabytków Historycznych Międzynarodowej Rady Muzeów. W 1952 zaczęła pracę w Wydziale Muzeów i Zabytków Historycznych UNESCO.
Zmarła w Paryżu 23 sierpnia 1959.

## Upamiętnienie
Jest jedną z bohaterek wystawy „Etnografki, antropolożki, profesorki” w Państwowym Muzeum Etnograficznym w Warszawie (2022–2023). Jej teksty opublikowano w książce Żywe ogniwa. Wybór tekstów polskich etnografek (1888–1939). Wydawcą jest Państwowy Instytut Wydawniczy i Narodowy Instytut Muzealnictwa i Ochrony Zbiorów.